# Live (Bazar Blå)
Live är Bazar Blås första och enda livealbum, utgivet 2003.

## Låtlista
1. "Stomping Ground"
2. "Dalaimama"
3. "Shocon"
4. "Storguken"
5. "Mulven"
6. "En bit härifrån"
7. "Anadaluspolska"
8. "Framedrum Solo"
9. "Base-Udu"
10. "Riglåten"
11. "Solpolskan"